# Цабель, Сергей Александрович
Сергей Александрович Цабель (1871 — после 1917) — русский военный инженер и педагог, инженер-генерал-майор.

## Биография
Родился 29 июля (10 августа) 1871 года. После окончания в сентябре 1888 года 4-го Московского кадетского корпуса поступил на военную службу в русскую императорскую армию.
Выпускник Николаевского инженерного училища 1891 года по 1-му разряду. Направлен в 1-й железнодорожный батальон.
В 1898 году окончил Николаевскую инженерную академию (по 1-му разряду). Служил в 15-м саперном батальоне.
За отличные успехи в науках в мае 1898 г. ему присвоен чин штабс-капитана.
С октября того же года назначен производителем работ Новогеоргиевского крепостного инженерного управления. С конце 1900 года — командовал 2-й ротой 8-го саперного батальона.
С января 1902 года служил репетитором Николаевской инженерной академии и инженерного училища.
Штатный преподаватель Николаевской инженерной академии и инженерного училища по курсу фортификации (с июня 1904).
Автор ряда статей «Энциклопедического словаря Брокгауза и Ефрона» (См. Словарные статьи Сергея Александровича Цабеля).
Участник русско-японской войны 1904—1905 годов. Был штаб-офицером по делопроизводству и поручениям в управлении инспектора инженеров 2-й Манчжурской армии (с марта 1905).
С ноября 1906 по октябрь 1910 года — начальник штаба 1-й саперной бригады. С октября 1910 по январь 1914 года — начальник штаба инспектора инженерной части Петербургского военного округа.
Участник Первой мировой войны. Командир 1-го железнодорожного полка (с 1914; с 06.05.1915 — Собственного Его Императорского Величества железнодорожного полка). Начальник императорского поезда.
После революции 1917 года добровольно служил в РККА.
Брат Константин (4.8.1873 — 20.10.1955, Буэнос-Айрес) — окончил Николаевский кадетский корпус (1892), Павловское военное училище (1894), полковник лейб-гвардии Кексгольмского полка, командир бригады 17 пехотной дивизии, участник Белого движения, эмигрировал в Югославию, после 1945 — в Аргентине.

## Чины
- Подпоручик (10.08.1889)
- Поручик (10.08.1893)
- Штабс-капитан (17.05.1898)
- Капитан (09.04.1900)
- Военный инженер, подполковник (6.12.1904)
- Полковник (5.02.1908)
- Генерал-майор (6.12.1914).

## Награды
- орден Святого Станислава 3-й степени (1894);
- орден Святой Анны 3-й степени (1901);
- орден Святого Владимира 4-й степени (1907);
- орден Святого Владимира 3-й степени (1909);
- орден Святого Станислава 1-й степени (1915);
- высочайшая благодарность (1915);
- орден Святой Анны 1-й степени (1916).